# Champéry
Champéry (frankoprovensalska: Champéri) är en ort och kommun i distriktet Monthey i kantonen Valais, Schweiz. Kommunen har 1 399 invånare (2023).
Champéry är en betydande vintersportort och är en del av det fransk-schweiziska vintersportområdet Portes du Soleil.